# Біберах (район)
Район Біберах (нім. Landkreis Biberach) — район землі Баден-Вюртемберг, Німеччина. Район підпорядкований урядовому округу Тюбінген, входить до складу регіону Дунай-Іллер (Donau-Iller). Центром району є місто Біберах-на-Рісі. Населення становить 202 250 ос. (станом на 31 грудня 2020), площа  — 1409,82 км². 

## Географія
Район межує на півночі із районом Ройтлінген та Альб-Дунай, сході — із баварським районами Ной-Ульм, Нижній Альгой та вільним містом Меммінген, і на півдні — із районом Равенсбург. на заході та південному заході — із районом Зігмарінген,

## Демографія
Густота населення в районі становить 134 чол./км².
| Рік             | Населення |
| --------------- | --------- |
| 31. грудня 1973 | 150.199   |
| 31. грудня 1975 | 149.190   |
| 31. грудня 1980 | 151.661   |
| 31. грудня 1985 | 152.447   |
| 27. травня 1987 | 153.900   |

| Рік             | Населення |
| --------------- | --------- |
| 31. грудня 1990 | 162.746   |
| 31. грудня 1995 | 175.622   |
| 31. грудня 2000 | 182.979   |
| 31. грудня 2005 | 188.532   |
| 30. червня 2006 | 188.712   |

## Міста і громади
Район поділений на 6 міст, 39 громад та 9 об'єднань громад.